# Journal of Biological Chemistry
Pour les articles homonymes, voir JBC.
Journal of Biological Chemistry (abrégé en J. Biol. Chem. ou JBC) est une revue scientifique à comité de lecture publiée depuis 1905. Ce journal hebdomadaire est une revue spécialisée essentiellement sur les disciplines de la biochimie et de la biologie moléculaire.
D'après le Journal Citation Reports, le facteur d'impact de ce journal était de 4,573 en 2014. D'après la même source, il s'agit de la quatrième revue scientifique la plus citée (toutes matières confondues), en raison principalement du nombre très important d'articles publiés chaque semaine (en moyenne plus de 120, au cinquième rang des revues scientifiques). 
L'actuel directeur de publication est Herbert Tabor.